# Anarchistische Symbolik

Die schwarze Fahne ist ein traditionelles anarchistisches Symbol

Anarchistische Symbolik ist das Repertoire anarchistischer Zeichen.

## Überblick

A im Kreis, bisweilen tritt der Buchstabe auch über den Kreis hinaus

Peter Kropotkin, der Begründer der Theorie des Kommunistischen Anarchismus im 19. Jahrhundert, propagierte die rote Fahne als gemeinsames Symbol mit dem Sozialismus und Kommunismus. Darüber hinaus entwickelten sich im 19. und 20. Jahrhundert weitere eigene Symbole. Die bekanntesten sind heute das eingekreiste A sowie eine einfache schwarze Flagge.
Entsprechend der Definition des Anarchismus als „herrschaftsfrei“, wird von vielen Anarchisten grundsätzlich die Berechtigung von Symbolen, Flaggen oder auch Hymnen, insbesondere von Nationalstaaten, kritisiert und der „Respekt“ in Form von Achtungserweisen vor ihnen verweigert. Aus diesem Grund wird von manchen auch eine entsprechende Symbolik, die stellvertretend für den Anarchismus oder eine Teilbewegung des Anarchismus stehen soll, abgelehnt.
Trotz der Kritik an Symbolen aus den eigenen Reihen wurden schon immer auch von Anarchisten und anarchistischen Gruppen Symbole verwendet.

## A im Kreis

Freimaurersymbol, adaptiert von der spanischen Regionalföderation der 1. Internationale

Das Anarcho-Zeichen (auch Anarcho-A, Kreis-A beziehungsweise Circle-A) ist das bekannteste Symbol des Anarchismus. Das Zeichen bildet ein großes „A“ in einem Kreis ab. Laut Peter Marshall bezeichnet das eingekreiste „A“ die Maxime „Anarchie ist Ordnung“ von Pierre-Joseph Proudhon, das Zitat von ihm lautet aber vollständig: Anarchie ist Ordnung ohne Herrschaft.
Eine gängigere Interpretation ist A im O, mit der Bedeutung, dass im Ende (der Zerstörung) des Alten der Beginn (der Anfang) des Neuen ist.
Die erste bestätigte Nutzung eines A im Kreis wird von der spanischen Sektion der Ersten Internationale überliefert. Diese wurde vom Freimaurer Giuseppe Fanelli 1868 gegründet. Wahrscheinlich wurde es von den Anarchisten adaptiert, da es von den Freimaurern nur als ein Symbol von vielen genutzt wurde. Nach George Woodcock wurde dieses Symbol nicht von klassischen Anarchisten genutzt.
Die erste öffentliche Verwendung dieses Symbols von Anarchisten geht wahrscheinlich auf den Spanischen Bürgerkrieg zwischen 1936 und 1939 zurück.
Die älteste Fotodokumentation stammt aus dem spanischen Bürgerkrieg (1936–1939). Auf einem Bild ist ein anarchistischer Kämpfer der Republik zu sehen, der auf der Rückseite seines Helmes das Zeichen trägt.
Nach einigen Quellen nahm am 25. November 1956 die französische Anarchistengruppe Alliance Ouvriere Anarchiste das A im Kreis als offizielles Symbol auf. Als gesichert gilt, dass es im April 1964 – ohne Referenz zum Freimaurertum – von Tomas Ibanez und René Darras im Bulletin des Jeunes Libertaires vorgeschlagen wurde, um eine praktische und schnelle Methode zu finden, mit der Texte und Parolen signiert werden können. Circolo Sacco e Vanzetti, eine Jugendgruppe aus Mailand, übernahm es 1968. Zuerst wurde es in ganz Italien populär, um sich schließlich schnell weltweit auszubreiten.
Das A im Kreis hat den Unicode U+24B6: Ⓐ. Zusätzlich wird das „@“-Zeichen oder „(A)“ auf dem Computer genutzt.

## Schwarzer Stern

Der schwarze Stern

Der schwarze Stern ist ein weiteres bekanntes anarchistisches Zeichen. Die Symbolik der diagonal geteilten Fahne taucht auch in einem ähnlich gestalteten rot-schwarzen, grün-schwarzen, lila-schwarzen und pink-schwarzen fünfzackigen Stern auf.
Der schwarze Stern ist im Unicode als U+2605 verfügbar: ★.

## Schwarze Fahne
Das Schwarz der anarchistischen Fahne zeigt kein Herrschaftssymbol an und wird als Negation von Herrschaft gedeutet.
Die ersten schwarzen Fahnen mit politischer Symbolkraft tauchten vermutlich erstmals in Frankreich Anfang des 19. Jahrhunderts auf. Während der Juli-Revolution im Jahre 1830 und anschließend bei den Arbeiteraufständen in Lyon im Jahre 1831 wurden schwarze Fahnen verwendet, die sich als Ausdruck der Verzweiflung und der Bereitschaft zum Widerstand schon bald in ganz Frankreich durchsetzten. Die französische Zeitung „Le Drapeau Noir“ (Die Schwarze Fahne), welche bis 1882 erschien, ist einer der ersten schriftlichen Belege für die Verwendung der schwarzen Fahne durch die Anarchisten. Im Zusammenhang mit Louise Michel, einem bekannten Mitglied der Pariser Kommune wird über die Verwendung der schwarzen Fahne berichtet, die sie etwa am 9. März 1883 über einer Arbeitslosendemonstration hat wehen lassen. Seitdem setzte sich die schwarze Fahne mehr und mehr als Symbol in anarchistischen Kreisen durch. So wehte sie über dem Gebiet des Ukrainers Machno während des russischen Bürgerkriegs genau wie über den anarchistischen Milizen des spanischen Bürgerkriegs.
Die schwarze Fahne ist im Unicode als U+2691 verfügbar: ⚑.

## Zweifarbige Fahnen

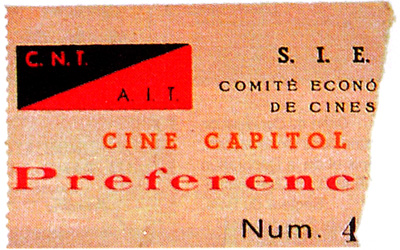
Schwarzrote Fahne auf einem Kinoticket aus dem anarchistischen Gebiet im Spanischen Bürgerkrieg

Die anarcho-syndikalistische Bewegung verwendet oft die Farben schwarz und rot zusammen, in der Fahne diagonal schwarz-rot beziehungsweise rot-schwarz in zwei gleich große entsprechend gefärbte Dreiecke geteilt. Dieses Zeichen wird auch von anarchistischen Kommunisten, undogmatischen Linken und Sozialrevolutionären verwendet. Erstmals belegt ist die Nutzung der schwarzroten Farbkombination beim Aufstand von Bologna im August 1874, wo Teilnehmer die „schwarzrote Kokarde der Anarchisten trugen.“ Andere anarchistische Strömungen verwenden ebenfalls die diagonal geteilte Fahne, bei der ein Dreieck schwarz bleibt. Der Öko-Anarchismus, Primitivismus und Antispeziesismus verwendet eine schwarz-grüne und der Anarchafeminismus eine schwarz-lila Fahne. In neuerer Zeit ist eine schwarz-rosa geteilte Fahne zu beobachten, die von queeren Anarchisten genutzt wird, die sich schwerpunktmäßig für eine Dekonstruktion der Geschlechter und die Förderung unterschiedlicher sexueller Identitäten einsetzen.

Fahnen anarchistischer Strömungen
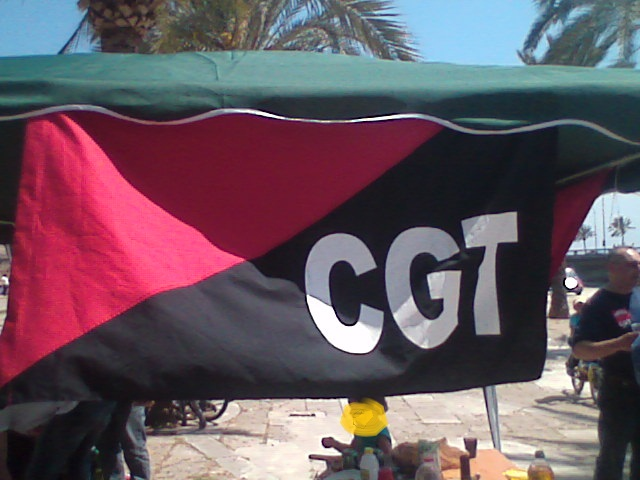
Anarchosyndikalismus u. a.
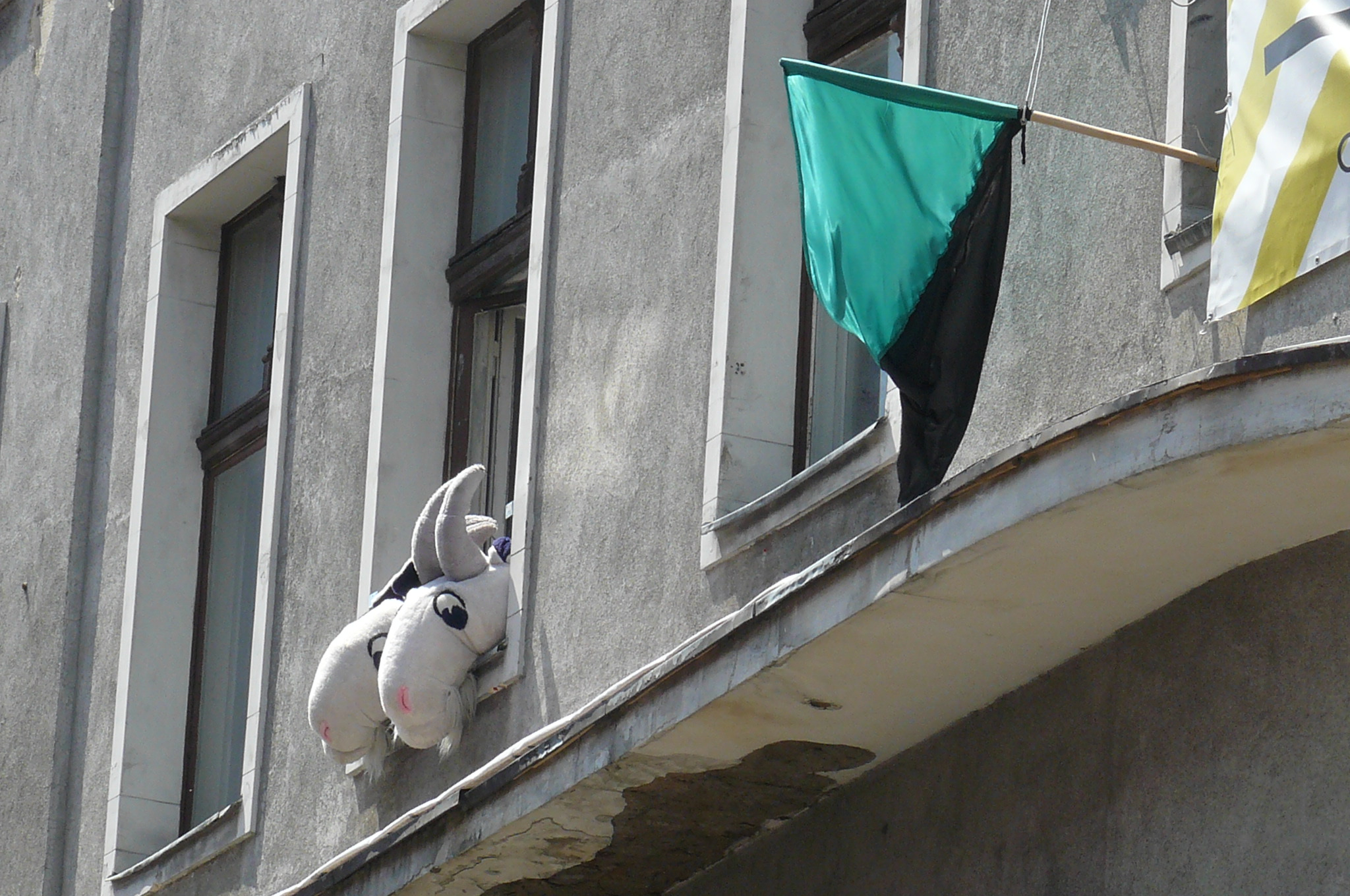
Öko-Anarchismus / Anarcho-Primitivismus
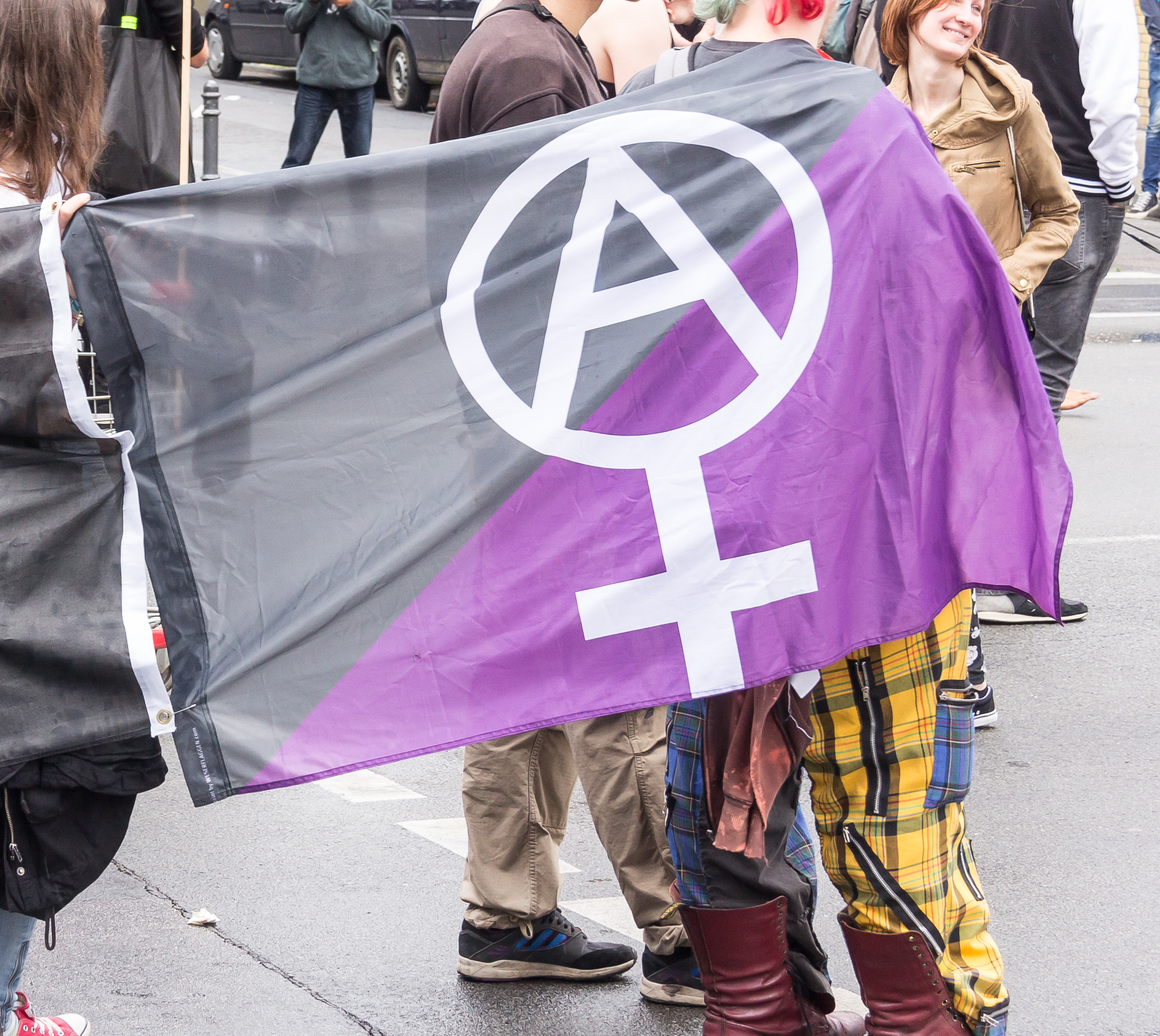
Anarchafeminismus

## Schwarze Katze

Die schwarze Katze in einer freien Interpretation

Seit den 1880er Jahren dient die schwarze Farbe als Symbol des Anarchismus. Die schwarze Katze, in alarmierter, kampfbereiter Stimmung, wurde später als anarchistisches Symbol angenommen. Diese Katze, oft „Sab Cat“ genannt und im Logo der FAU verwendet, wird besonders mit dem auf die Arbeiter bezogenen Anarchosyndikalismus verbunden, aber auch allgemein als anarchistisches Symbol verwendet.
Als Zeuge vor Gericht in einem Verfahren gegen Leiter der Industrial Workers of the World 1918 befand Ralph Chaplin, der allgemein als Schöpfer dieses Symbols angesehen wird, dass die Schwarze Katze „allgemein von den Jungs zum Darstellen der Idee der Sabotage angesehen wurde. Die Idee bestand darin, die Unternehmer durch Erwähnung des Begriffs der Sabotage oder durch Einsetzen einer schwarzen Katze zu erschrecken. Sie wissen, wenn sie irgendwo eine schwarze Katze ihren Weg kreuzen sehen und sie abergläubisch sind, dann werden sie ein bisschen Pech haben. Die Idee der Sabotage ist, eine kleine schwarze Katze gegen den Boss zu benutzen.“

## Holzschuh

Der Holzschuh ist ein Symbol der Sabotage

Der Holzschuh, französisch sabot, wurde von den Anarchisten des 19. Jahrhunderts und zu Beginn des 20. Jahrhunderts in Frankreich von Émile Pouget (1860–1931) im Kampf für den 8-Stunden-Tag symbolisch benutzt. Daraus entwickelte sich der Begriff Sabotage. Zudem beruht der Begriff vermutlich darauf, dass Arbeiter diese traditionellen Schuhe in Fabrik- und Erntemaschinen warfen und nicht mehr arbeiteten, bis die Maschinen repariert waren, um auf diese Weise Druck auszuüben.
In Philadelphia existiert die anarchistische Buchhandlung Wooden Shoe (Holzschuh), in Bonn gibt es ein Buchladenkollektiv namens Le Sabot. In Wiesbaden gab es einen linken Kulturverein mit Kneipe und Veranstaltungsraum namens Sabot.

## Weiteres

Schwarze Rose

Selten wird die Buchstabenkombination NRK als lautmalerische Abkürzung für anarchy verwendet: Werden die drei Buchstaben englisch und schnell ausgesprochen, ergibt sich das englische Wort für Anarchie – anarchy.
Die schwarze Rose ist ein wenig verbreitetes anarchistisches Symbol, das zur Benennung von Zeitschriften, Verlagen und Infoläden genutzt wird.
Der Jolly Roger wird zuweilen genutzt und besonders in Bezug zur mythischen Piratenkolonie Libertalia gesetzt.
Das Anarchist Black Cross verfügt mit der schwarzen Faust auf schwarzem Kreuz über ein eigenes Logo.

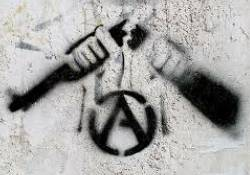
Zerbrochenes Gewehr mit A im Kreis als zeitgenössisches Stencil

Der Gewaltfreie Anarchismus verwendet das zerbrochene Gewehr des Antimilitarismus mit dem A im Kreis oder dem schwarzen Stern.